# Porthesaroa aclyta
Porthesaroa aclyta är en fjärilsart som beskrevs av Collenette 1953. Porthesaroa aclyta ingår i släktet Porthesaroa och familjen tofsspinnare. Inga underarter finns listade i Catalogue of Life.